# Leptocerus suthepensis
Leptocerus suthepensis är en nattsländeart som beskrevs av Malicky och Chantaramongkol 1991. Leptocerus suthepensis ingår i släktet Leptocerus och familjen långhornssländor. Inga underarter finns listade i Catalogue of Life.